# Florence Welch
Florence Leontine Mary Welch (Londres, 28 de agosto de 1986) é uma musicista inglesa, cantora, compositora e produtora musical. Ela é a vocalista e compositora da banda de indie rock Florence and the Machine.
O álbum de estreia de Florence and the Machine, Lungs, foi lançado em 2009. Em 17 de janeiro de 2010, o álbum alcançou o topo de das paradas no Reino Unido após estar na lista por 28 semanas consecutivas. Lungs recebeu o Brit Award por Melhor Álbum Britânico em 2010. O segundo álgum de estúdio do grupo, Ceremonials, lançado em outubro de 2011, estreou em primeiro lugar no Reino Unido e em sexto nos Estados Unidos. O terceiro álbum da banda, How Big, How Blue, How Beautiful foi lançado em 2015 com críticas positivas e ficou bem listada no Reino Unido e Estados Unidos. O quarto álbum da banda, High As Hope, foi lançado em 2018.
Em 2018, Welch publicou um livrou chamado Useless Magic, uma coleção de músicas e poemas de autoria própria com ilustrações.

## Biografia
Florence Leontine Mary Welch nasceu em Camberwell, Londres, Inglaterra em 28 de agosto de 1986, filha do casal Nick Russell Welch, um executivo publicitário e Evelyn Kathleen Welch (née Samuels), uma imigrante norte americana da cidade de Nova York que fora educada em Harvard e no Warburg Institute, Universidade de Londres. Evelyn Welch atualmente é professora de Estudos do Renascimento, Provost e Vice Presidente Sênior de Artes e Ciências no King's College London. Pela nacionalidade de sua mãe, Welch tem cidadania americana e britânica.
Florence é sobrinha do humorista Craig Brown pela esposa de Brown e a tia de Welch, Frances Welch, e neta de Colin Welch (James Colin Ross Welch), primeiro editor estreante de The Daily Telegraph e antigo desenhista parlamentar do Daily Mail , originalmente de Cambridgeshire. O tio materno de Welch é o ator e diretor John Stockwell.
Em sua juventude, Welch foi incentivada por sua avó paterna escocesa, Sybil Welch (née Russell), a aperfeiçoar seus talentos artísticos e musicais; As falecidas avós de Welch inspiraram inúmeras canções no álbum de estreia de Florence and the Machine, Lungs. Ela também cantava em casamentos e funerais da família.
Os pais de Welch se divorciaram quando ela tinha 13 anos e sua mãe acabou casando com seu vizinho. Nessa época, ela testemunhou sua avó, que possuía transtorno bipolar, acabar com a própria vida. Florence começou a beber no ano seguinte para lidar com um ambiente doméstico instável. "Havia caos em casa, então eu bebia. Eu nunca fui para algo mais forte, por sorte. Eu tive experiências, fui a festas malucas, conheci gente bizarra, gente fantástica e fiz loucura como correr nua em volta dos campos de Cornwall coberto em folhas." 
Florence estudou na Thomas's London Day School e depois foi para a Alleyn's School, South East London, onde teve sucesso acadêmico. Welch frequentemente se envolvia em confusão na escola por cantar de improviso. Ela também foi diagnosticada com uma dislexia leve em decorrência da dispraxia, um transtorno da coordenação motora que não afeta sua capacidade de leitura, mas causou problemas de organização. A música e os livros davam-lhe alívio por ela se sentir diferente dos outros. "Eu costumava ler como uma forma de escape. Eu era tímida e sensível, e ler criava um espaço seguro pra mim." Ao terminar o ensino médio e "apenas vagando em torno de Camberwell onde eu morava, trabalhando em um bar e pensei que eu deveria começar a fazer algo com a vida", Florence estudou na Universidade de Artes de Camberwell antes de abandonar os estudos para focar em sua música. Inicialmente, ela planejou ficar um ano parada na faculdade para "ver aonde a música iria e acabou indo para um lugar em que [ela] nunca voltou".

## Carreira musical

### 2006–10: Florence and the Machine

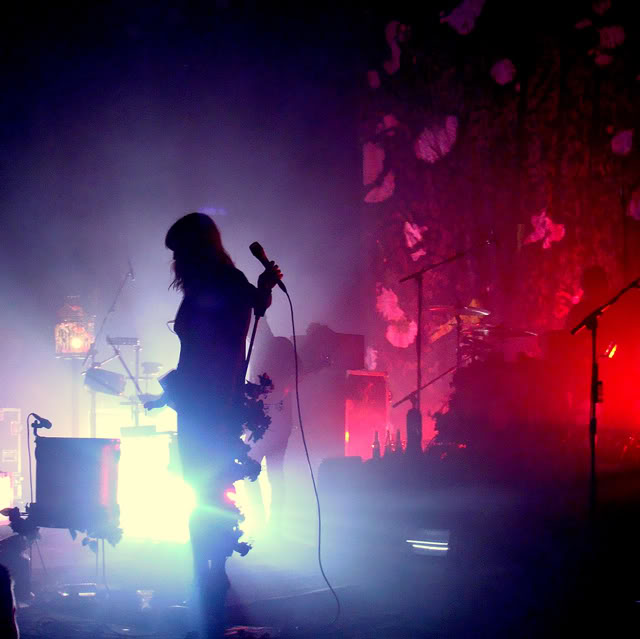
Florence and the Machine se apresentando na O2 ABC Glasgow durante a Turnê Lungs.

De acordo com Welch, o nome da banda "Florence + the Machine" "começara como uma piada interna que fugiu ao controle. I fazia música com minha amiga, que nós chamávamos de Isabella Machine, para a qual eu era Florence Robot. Quando eu estava a uma hora e meia do meu primeiro show, eu ainda não tinha um nome, então pensei 'Está bem, serei Florence Robot/Isa Machine', antes de perceber que o nome era muito longo e meu deixaria louca". Em 2006, as apresentações de Welch com Isabella Summers em pequenos locais de Londres com o nome de Florence Robot/Isa Machine começaram a chamar a atenção.[carece de fontes?] Em 2007, Welch gravou com uma banda chamada Ashok, que lançou um álbum intitulado Plans com o selo Filthy Lucre/About Records. Este álbum incluía a primeira versão de um sucesso posterior "Kiss with a Fist", que naquele momento foi chamado de "Happy Slap".
Florence and the Machine lançaram seu álbum de estreria Lungs no Reino Unido em 6 de julho de 2009. O álbum foi oficialmente lançado no Rivoli Ballroom em Brockley, sudeste de Londres. Alcançou o primeiro lugar nas paradas britânicas e segundo lugar na Irlanda. Em 6 de agosto de 2009, o álbum vendera mais de 100.000 cópias no Reino Unido e em 10 de agosto ficara em segundo lugar por cinco semanas consecutivas. Após seu lançamento em 25 de julho de 2009 para download nos Estados Unidos, o álbum estreou na décima sétima posição da Billboard Heatseekers Albums. O álbum foi lançado fisicamente nos Estados Unidos em 20 de outubro pela Universal Republic. O álbum foi produzido por James Ford, Paul Epworth, Steve Mackey e Charlie Hugall.
Welch contribuiu com sua voz para o álbum de 2010 de David Byrne e Fatboy Slim, Here Lies Love, um álbum sobre Imelda Marcos. Em janeiro de 2011, Welch estava trabalhando com Drake em um material previsto para o próximo álbum dele.
Em 27 de fevereiro de 2011, Welch substituiu a grávida Dido e cantou sua parte no Oscar de melhor canção original para a indicada "If I Rise" (de 127 Hours) com A. R. Rahman no Oscar 2011.

### 2011–presente: Sucesso contínuo e projetos solo

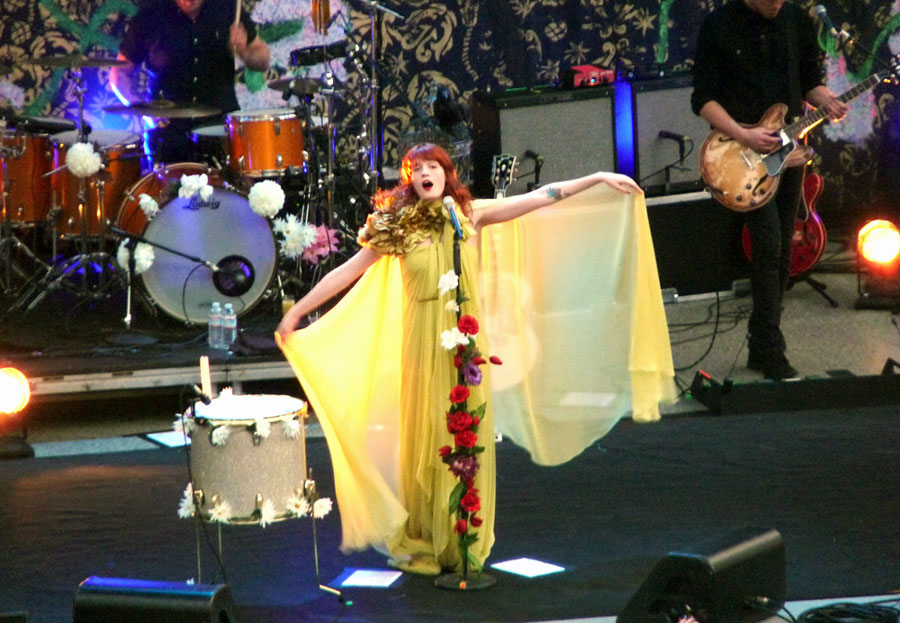
Welch se apresentando no Berkeley Greek Theater na Turnê Lungs em 2011.

O segundo álbum da banda, Ceremonials, foi lançado em 31 de outubro de 2011. No álbum, a "obsessão por afogamento" de Florence é representada pelo uso de simbologia da água. Estreou como número um no UK Albums Chart e número seios na Billboard 200 dos EUA. Em 12 de janeiro de 2012, Florence and the Machine foi indicada a dois Brit Awards, com a cerimônia de premiação ocorrendo em 21 de fevereiro de 2012  na  O2 Arena, Londres. Em 26 de abril de 2012, a banda lançou "Breath of Life", uma música que foi gravada como o tema oficial do filme Snow White and the Huntsman. Em 5 de julho de 2012, um remix de "Spectrum" pelo músico escocês Calvin Harris foi lançada como o quarto single de Ceremonials, tornando-se o primeiro sucesso número um no Reino Unido. Welch demonstrou entusiasmo em fazer novo material para um terceiro álbum uma vez que a banda terminaara a turnê no fim de setembro de 2012. Welch conduziu um tributo à  Amy Winehouse interpretando a música "Back to Black" de Winehouse e a clássica de Annie Lennox Walking on Broken Glass durante o VH1 Divas Celebrates Soul concert executado em dezembro de 2011. O grupo se apresentou na Times Square em 31 de dezembro de 2011 no 40º especial Dick Clark's New Year's Rockin' Eve.
Em outubro de 2012, ela participou da música "Sweet Nothing" do cantor/compositor escocês Calvin Harris, que estreou no número um das paradas do Reino Unido, tornando-se a segunda música de Welch a ficar em primeiro lugar. A música veio do terceiro álbum de estúdio de Harris, 18 Months, e é o quanto single do álbum. "Sweet Nothing" também alcançou a quinta posição na Irlanda e segunda posição na Austrália e Nova Zelândia. "Sweet Nothing" ganhou disco de platina na Austrália e recebeu uma indicação para Best Dance Recording no Grammy Awards de 2014.
Em 29 de novembro de 2012 Florence cantou com os Rolling Stones na O2 Arena em Londres a música "Gimme Shelter". Sua apresentação com Mick Jagger foi descrita como "sensual" e "eletrizante".
Em fevereiro de 2015, Florence + The Machine anunciou seu terceiro álbum, How Big, How Blue, How Beautiful, que foi lançado em primeiro de junho de 2015.
Em junho de 2015, Dave Grohl do Foo Fighters quebrou sua perna antes do show principal no Glastonbury Festival,  tornando Florence + The Machine a banda principal. Elas fizeram o show principal pela primeira vez em 26 de junho de 2015.
Em setembro de 2016, durante uma entrevista para a Heat Radio, a cantora americana Lady Gaga revelou que ela e Florence haviam gravado uma música juntas. A gravação, chamada "Hey Girl" foi lançada mais tarde no quinto álbum de Gaga, Joanne.
Em março de 2017, Welch participou do Song to Song dirigido por Terrence Malick.
Em maio de 2017, Welch contribuiu com a música chamada "To Be Human" para a trilha sonora do filme Mulher-Maravilha. Co escrita com Rick Nowels, a música é interpretada na trilha sonora do filme por Sia e Labrinth.
Em 12 de abril de 2018, Florence and The Machine lançaram uma música chadama "A Sky Full of Song" e um videoclipe no YouTube, dirigido por AG Rojas. A música foi lançada no Record Store Day em 21 de abril, que apoia lojas de música; uma versão limitada de vinil em 7'' também foi lançada. Também em 2018, "Hunger" foi lançada. O quarto álbum de estúdio de Florence and the Machine, High as Hope, foi lançado em 29 de junho de 2018.[carece de fontes?]
Em julho de 2018 Welch publicou seu primeiro livro chamado Useless Magic: Lyrics and Poetry. O livro contém suas letras e poesias com ilustrações correspondentes desde o primeiro álbum Lungs até o lançamento High as Hope  em 2018.

## Talento Artístico
Florence foi comparada a outras cantoras como Kate Bush, Siouxsie Sioux, PJ Harvey, Shirley Manson, Alison Goldfrapp, Tori Amos e Björk. Ao descrever seu álbum de estreia, Lungs, Welch afirmou: "Quando eu estava escrevendo essas músicas, eu costumava me identifcar como Florence Robot... porque eu realmente gosto de como uma máquina pensa em como os instrumentos orgânicos funcionam." Welch possui um alto alcance vocal de mezzosoprano.

### Influências
Em entrevistas, Welch citou Grace Slick e Alanis Morissette como influências e "heroínas." Ela listou em suas primeiras influências o gosto por John Cale, Siouxsie, David Byrne, Lou Reed. Em uma análise de Cerimonials, Jody Rosen da Rolling Stone descreveu o estilo de Florence and The Machine como "sombrio, robusto e romântico", classificando a balada "Only If for a Night" como uma mistura do "soul clássico arte inglesa do rock". Welch afirmou que suas letras se relacionam com artistas da Renascença: "Estamos tratando de todas as coisas que eles trataram: amor e morte, tempo e dor, céu e inferno". Welch tem usado simbologia religiosa nas suas músicas e apresentações, sobre o que ela disse: "Não sou uma pessoa religiosa. Sexo, violência, amor, morte são assuntos com os quais eu luto constantemente, é conectado lá atrás com religião."
Nick Welch, seu pai, contribuiu com um "elemento de rock and roll na mistura familiar"; nos seus vinte anos, ele viveu no West End e participou do Squatters' Ball organizado por Heathcote Williams onde os The 101ers tocavam regularmente. Um confesso "músico frustrado", se Nick, como ele diz, "incentivou Flo de alguma forma, foi ouvindo Ramones aos invés de Green Day". Evelyn teve uma influência marcante, ainda que diferente, na sua vida de sua filha. Uma visita à uma das aulas de sua mãe deixou Florence profundamente impressionada. Ela explicou: "Eu aspiro a algo como aquilo, mas com música. Eu espero que minha música tenha alguns dos grandes temas -sexo, morte, amor, violência- que ainda serão parte da história humana em 200 anos".

## Imagem pública
Falando de seu estilo, Welch diz que "Para o palco, é uma mistura de The Lady of Shalott com Ofélia...misturado com uma senhora morcego gótica. Mas na vida real, eu sou mais formal." 2011 teve Gucci vestindo-a para a turnê de verão e para o show da Chanel na Paris Fashion Week. Welch descreve os americanos drag queen dos anos 1970 da trupe The Cockettes e o cantor francês Françoise Hardy como mentores de estilo.
Welch também listou a cantora de pop/rock Stevie Nicks do Fleetwood Mac como uma influência geral, musical e de estilo. Um artigo de 2010 do Huffington Post cita Welch dizendo a um repórter que "Estou bem obcecada com Stevie Nicks, do seu estilo à sua voz. Gosto de vê-la no YouTube em apresentações antigas, o jeito que ela se move e tudo mais." Welch às vezes pode ser vista no palco homenageando o famoso vestido de palco de Nicks.

## Vida pessoal
Welch se considera introvertida e apaixonada por leitura e literatura. Ela promove vários eventos com seu clube de livros de fãs, Between Two Books. "É uma grande generalização dizer que todos os leitores são introvertidos; estou certa de que há muitos devoradores de livros extrovertidos lá fora, mas, para mim, é legal conhecer pessoas com gostos parecidos e que possam se reunir em um evento social e falar sobre algo que é essencialmente solitário."
Embora muitas de suas músicas contenham temas e elementos religiosos , Welch disse que não segue nenhuma religião em particular. "Eu frequentei uma escola católica e as primeiras músicas de que eu me lembro gostar eram hinos. E acho legal misturar o mundano e o mágico, o irrelevante com grandes temas. Sexo, amor, morte, casamento, culpa — misturar tudo isso com um grande céu, ou com uma caminhada ou virando a página de um livro. Viver é lidar diariamente com a noção de que você vai morrer."
Em 2015 Welch quebrou seu pé no palco do Coachella Festival. Welch revelou que ela costumava beber álcool antes do show, dizendo à Billboard Magazine: "Sou meio tímida, verdade. É provavelmente por isso que eu costumava beber demais. Mas não bebo mais. Quando eu finalmente tirei um tempo para fazer essa nova gravação, tive tempo para me fortalecer. E quando eu estava voltando pra luta, eu realmente não queria perder aquilo. Eu achei que poderia mergulhar de volta naquilo, mas veja o que aconteceu. Eu mergulhei e literalmente me quebrei."

## Discografia
- Lungs (2009)
- Ceremonials (2011)
- How Big, How Blue, How Beautiful (2015)
- High as Hope (2018)
- Dance Fever (2022)

### Como artista convidada
| Single                                                   | Ano  | Posição | Posição | Posição | Posição | Posição | Posição | Posição | Posição | Posição | Posição | Certificações                                                                                       | Álbum     |
| Single                                                   | Ano  | UK      | AUS     | AUT     | CAN     | ALE     | IRL     | NZ      | NOR     | SUI     | EUA     | Certificações                                                                                       | Álbum     |
| -------------------------------------------------------- | ---- | ------- | ------- | ------- | ------- | ------- | ------- | ------- | ------- | ------- | ------- | --------------------------------------------------------------------------------------------------- | --------- |
| "Sweet Nothing" (Calvin Harris featuring Florence Welch) | 2012 | 1       | 2       | 29      | 22      | 19      | 1       | 2       | 13      | 36      | 10      | - BPI: platina - ARIA: 3× platina - BVMI: ouro - MC: 2× platina - RIAA: 2× platina - RIANZ: platina | 18 Months |

### Participações em álbuns
| Título | Ano  | Album                                    |
| --- | ---- | ---------------------------------------- |
| "Here Lies Love" (David Byrne e Fatboy Slim featuring Florence Welch)                                                   | 2010 | Here Lies Love                           |
| "I Come Apart" (ASAP Rocky featuring Florence Welch)                                                                    | 2013 | Long. Live. ASAP                         |
| "Midnight" | 2013 | Cosmo                                    |
| "When in Disgrace with Fortune and Men's Eyes (Sonnet 29)" (Rufus Wainwright featuring Florence Welch and Ben de Vries) | 2016 | Take All My Loves: 9 Shakespeare Sonnets |
| "Wild Season" (Banks & Steelz featuring Florence Welch)                                                                 | 2016 | Anything But Words                       |
| "Hey Girl" (Lady Gaga featuring Florence Welch)                                                                         | 2016 | Joanne                                   |
| "Florida!!!" (Taylor Swift featuring Florence Welch)                                                                    | 2024 | The Torture Poets Departament            |

### Créditos de composição
| Title                              | Year | Artist(s) | Album             | Credits   | Written with              |
| ---------------------------------- | ---- | --------- | ----------------- | --------- | ------------------------- |
| "Goodnight Gotham"                 | 2016 | Rihanna   | Anti              | Co-writer | Robyn Fenty, Paul Epworth |
| "To Be Human" (featuring Labrinth) | 2017 | Sia       | Wonder Woman: OST | Co-writer | Richard Nowels Jr.        |

## Filmografia
- 2017 – Song to Song

## Prêmios e indicações
| Ano  | Prêmio                       | Categoria                  | Trabalho indicado                         | Resultado |
| ---- | ---------------------------- | -------------------------- | ----------------------------------------- | --------- |
| 2010 | NME Awards                   | Best Dressed               | Florence Welch                            | Indicada  |
| 2011 | Virgin Media Music Awards    | Best Live Act              | Florence Welch                            | Indicada  |
| 2011 | Virgin Media Music Awards    | Shameless Publicity Seeker | Florence Welch                            | Indicada  |
| 2012 | MP3 Music Awards             | The HDT Award              | "Sweet Nothing" (featuring Calvin Harris) | Indicada  |
| 2013 | British Fashion Awards       | Best British Style         | Florence Welch                            | Indicada  |
| 2013 | NME Awards                   | Dancefloor Anthem          | "Sweet Nothing" (featuring Calvin Harris) | Venceu    |
| 2013 | MTV Video Music Awards Japan | Best Collaboration         | "Sweet Nothing" (featuring Calvin Harris) | Indicada  |
| 2013 | MTV Video Music Awards       | Best Editing               | "Sweet Nothing" (featuring Calvin Harris) | Indicada  |
| 2013 | Billboard Music Awards       | Top EDM Song               | "Sweet Nothing" (featuring Calvin Harris) | Indicada  |
| 2014 | Grammy Awards                | Best Dance Recording       | "Sweet Nothing" (featuring Calvin Harris) | Indicada  |
| 2014 | iHeartRadio Music Awards     | EDM Song of the Year       | "Sweet Nothing" (featuring Calvin Harris) | Indicada  |
| 2014 | World Music Awards           | World's Best Song          | "Sweet Nothing" (featuring Calvin Harris) | Indicada  |
| 2014 | World Music Awards           | World's Best Video         | "Sweet Nothing" (featuring Calvin Harris) | Indicada  |
| 2014 | World Music Awards           | World’s Best Female Artist | Florence Welch                            | Indicada  |
| 2014 | World Music Awards           | World's Best Live Act      | Florence Welch                            | Indicada  |
| 2016 | Grammy Awards                | Best Rock Song             | "What Kind of Man"                        | Indicada  |
| 2017 | Ivor Novello Awards          | International Achievement  | Florence Welch                            | Venceu    |